# 職業穩定性
職業穩定性又稱工作穩定性，是指个人保住工作的可能性；穩定性高的工作意味着這個人失去工作的可能性很小。许多因素威胁着職業穩定性，例如全球化下的產業轉移、外包、裁员、经济衰退和新技术。
在经济扩张时期，企业需要更多的资本或劳动力，此時人們的就业信心和安全感就会增加。在经济衰退期间，情况往往正好相反：企业不再擴張並且收縮規模，這就會涉及裁員，人們個工作安全感也會下降。 
有些政府试图通过法律手段增加就業穩定性，例如1964年民權法案就规定不能因為某些原因解雇员工。个人的話則可以通过學習、积累職場经验来提高自己的技能，或者搬到就業環境更好的地方。 官方發佈的失业率和员工信心指数是衡量職業穩定性的指标。 
工会也对職業穩定性有一定的影響。工会势力强大的行業，工作就相對越穩定，而许多沒有工会的私营部门崗位通常被认为穩定性較差。此外公務員、教師、醫生和執法人員的工作穩定性也較高。 在中華人民共和國，這些人很多都是有編制的，即鐵飯碗，基本上大部分人可以幹到退休，而其他行業的從業者可能會面臨35歲危機。
能否快速适应新职业和新公司也会对員工的工作不安全感产生影响，适应性强的人通常不太會缺乏工作安全感。 